# Heidelberg-Schwarzwald-Bodensee-Radweg
Der 303 Kilometer lange Heidelberg-Schwarzwald-Bodensee-Radweg verläuft durch Baden-Württemberg, von Heidelberg durch den Kraichgau und den Schwarzwald bis nach Radolfzell am Bodensee.
Der Allgemeine Deutsche Fahrrad-Club (ADFC) bezeichnete den Heidelberg-Schwarzwald-Bodensee-Radweg 2018 als eine 3-Sterne-Qualitätsradroute.

## Verlauf
- 1. Etappe, rund 62 Kilometer: Heidelberg → St. Leon-Rot → Bruchsal → Bretten
- 2. Etappe, rund 48 Kilometer: Bretten → Pforzheim → Bad Liebenzell → Kloster Hirsau → Calw
- 3. Etappe, rund 47 Kilometer: Calw → Wildberg → Nagold → Horb am Neckar
- 4. Etappe, rund 48 Kilometer: Horb → Empfingen → Irslingen → Rottweil
- 5. Etappe, rund 34 Kilometer: Rottweil → Deißlingen → Villingen-Schwenningen → Bad Dürrheim → Donaueschingen
- 6. Etappe, rund 64 Kilometer: Donaueschingen → Tengen → Singen (Hohentwiel) → Rielasingen-Worblingen → Radolfzell am Bodensee

## Weblinks

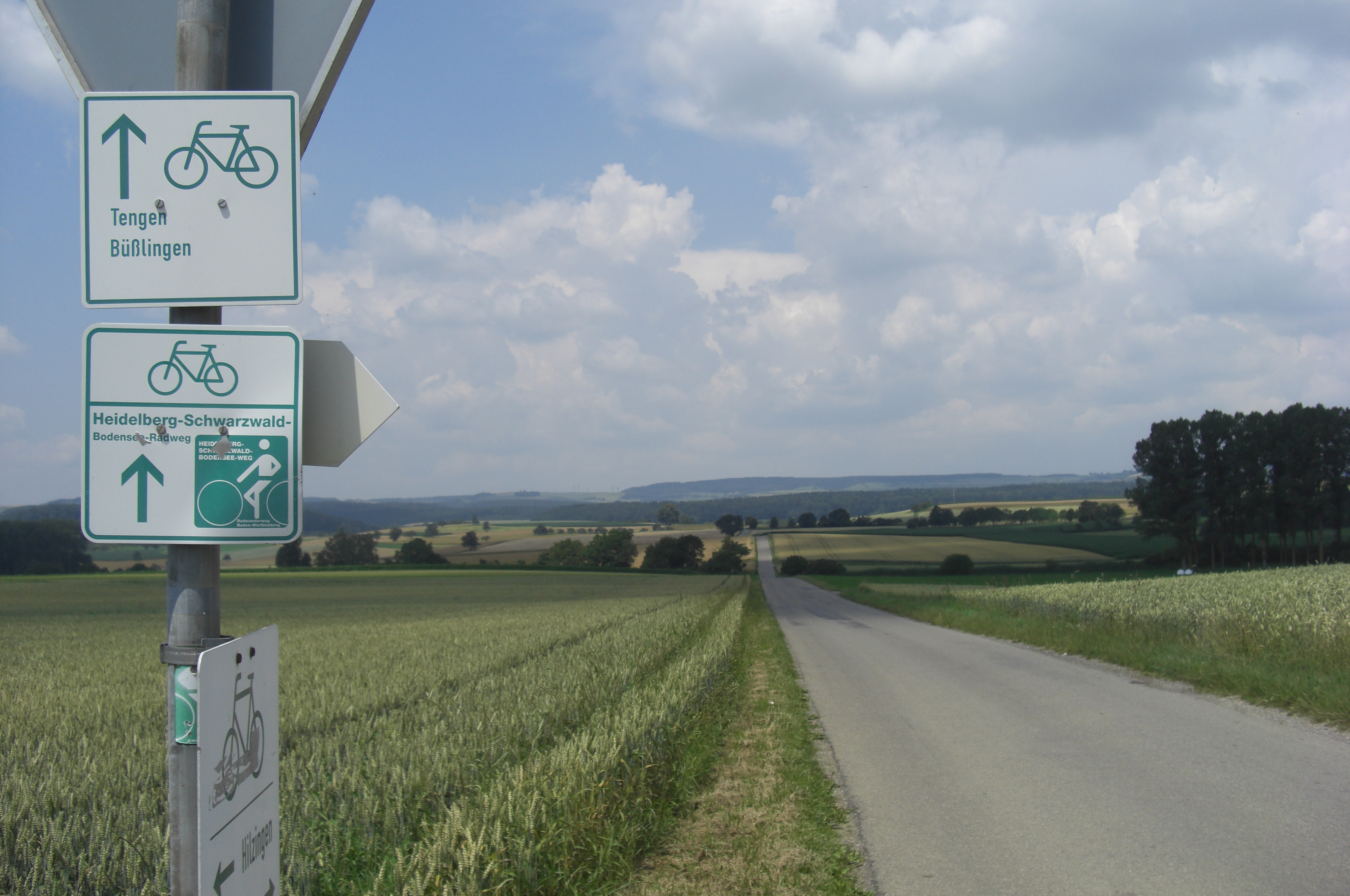
Der Radweg bei Tengen